# Augusta Skotte
Augusta Skotte, född Håkansson 7 oktober 1838 i Eksjö, död 8 december 1890 i Stockholm, var en svensk skådespelare.

## Biografi
Augusta Skotte var engagerad hos Novander 1855–1858, hos Michal 1858–1863, Lindmark 1863–1868, vid Svenska Teatern i Helsingfors 1868–1883, vid Stora teatern i Göteborg 1883–1885, hos Sternvall-Skotte 1885–1886, vid Stora teatern i Göteborg 1886–1890 och vid Nya teatern i Stockholm 1890.
Bland hennes roller fanns: Syrsan, Jane Eyre, Deborah, Sérapliine, Dorine i Tartuffe, Katri i Daniel Hjort, Tatijana i Furstinnan Gogol, Hertiginnan i Ett glas vatten, Fru Tjælde i Ett handelshus och Fru Clémenceau den äldre i Bildhuggaren Clémenceau. 
Augusta Skotte var gift med skådespelaren Axel Fehrnström och sedan med skådespelaren E. V. Skotte. Hon är begravd på Norra begravningsplatsen utanför Stockholm.